# Gericht Völkershausen
Das Gericht Völkershausen war eine Herrschaft der Herren von Völkershausen in der Rhön. Sie stand zu verschiedenen Zeiten unter Lehnsoberhoheit der Klöster Hersfeld und Fulda. Daneben hatten auch verschiedene Herrschergeschlechter der Region Besitz in der Herrschaft, wie die Grafen von Henneberg und die Landgrafen von Thüringen und Hessen.
Das Gebiet gehörte ab 1706 vollständig zur Landgrafschaft Hessen-Kassel und kam 1816 zum Großherzogtum Sachsen-Weimar-Eisenach. In Folge der Verwaltungs- und Gebietsreform des Großherzogtums im Jahr 1850 wurde das Gerichtsamt aufgelöst.

## Geographische Lage
Das Gericht Völkershausen lag südlich von Vacha im Tal der Oechse in der Thüringer Rhön (Salzunger Werrabergland). Wichtigste Berge der Gegend sind der Öchsenberg und der Dietrichsberg. Während seiner Zugehörigkeit zum Großherzogtum Sachsen-Weimar-Eisenach lag das Amt im Eisenacher Oberland.
Das Herrschaftsgebiet liegt heute im Westen des Freistaats Thüringen und gehört bis auf Poppenberg zur Stadt Vacha im Wartburgkreis. 

## Angrenzende Verwaltungseinheiten
| Amt Vacha (Landgrafschaft Hessen-Kassel) | Vogtei Kreuzberg (Landgrafschaft Hessen-Kassel)               | Exklave Dietlas (zum Amt Salzungen, Herzogtum Sachsen-Meiningen) |
| Amt Vacha (Landgrafschaft Hessen-Kassel) | Kompassrose, die auf Nachbargemeinden zeigt                   | Herrschaft Lengsfeld                                             |
| Amt Geisa (geistliches Fürstentum Fulda) | Exklave Oechsen (zum Amt Vacha, Landgrafschaft Hessen-Kassel) |                                                                  |

## Geschichte

### Vorgeschichte
Die erste Erwähnung des Ortes Völkershausen als Wulfricheshusen wird auf das Jahr 827 datiert. Es lag damals im Gau „Buchonia“. Die erste urkundliche Erwähnung als Völkershausen datiert von 1214. In der Folgezeit spielte das Geschlecht der Herren von Völkershausen immer wieder eine Rolle, erstmals in einer Urkunde vom 6. Dezember 1214. Zwischen der ersten Erwähnung und der Existenz von Völkershausen als Gericht (ab ca. 1300) liegt der Bau der Burg, auf deren Grundmauern das spätere „Obere Schloss“ um 1800 entstand.

### Völkershausen unter Herrschaft des Klosters Fulda
Die Herren von Völkershausen waren zunächst dem Dienstadel der Reichsabtei Hersfeld in der Klostervogtei der Herren von Frankenstein, einer Seitenlinie der Grafen von Henneberg, zugehörig. Mit Berthold II. von Völkershausen (1367–1387) und Wilhelm von Völkershausen (1483–1493) stellten die Herren von Völkershausen zwei Hersfelder Äbte. 
Die durch Fehden mit den umliegenden Fürsten im Niedergang begriffenen Frankensteiner verkauften 1336 das Gericht Völkershausen an die Grafen von Henneberg. Ihre Dienstmannen, die Herren von Völkershausen, wurden zu Vasallen des Klosters Fulda, welches 1336 die Herrschaft des Gerichts Völkershausen und des benachbarten Amts Vacha unter sich brachte. Da im Ort Völkershausen auch andere Adelige Höfe und Grundbesitz erworben hatten, blieb Völkershausen zu einem Teil noch in hersfeldischem Besitz, was zu Spannung führte. 
In einem Lehnsbrief aus dem Jahre 1386 besaßen die Fuldaer Äbte die Hälfte des Anteils von Völkershausen. Die Brüder Thilo, Hermann und Fritz von Völkershausen wurden mit einem Viertel an Schloß, Vogtei, Amt und Gericht Völkershausen von Fulda und Henneberg belehnt. 
Fulda besetzte die Befestigungsanlage mit Burgmännern oder gab sie zu Lehen an das Geschlecht der Frankensteiner und später an die Henneberger. Sowohl die Frankensteiner als auch die Henneberger Grafen unterhielten Burgmänner in der wichtigen Grenzburg Völkershausen. Es gab zahlreiche andere Pfandbesitzer, dadurch waren die Besitzverhältnisse unübersichtlich. Neben den Äbten von Fulda und Hersfeld werden noch über 20 Grafen und Adlige als Teilbesitzer zu verschiedenen Zeiten in den Urkunden erwähnt.

### Die Herren von Völkershausen
Zwischen 1430 und 1500 hatten die Herren von Völkershausen fast alle zahlreichen Teile von Völkershausen angekauft. Nur die Herren von Herda behielten einige Gerechtigkeiten bis 1587 und die von Buchenau blieben im Besitz bis 1570. Die Pfandschaften wurden an die Herren von Boyneburg verkauft, diese wiederum verkauften ihre Rechte 1701 an die von Völkershausen.
1481 belehnte man Hans von Völkershausen mit Dorf und Schloß Völkershausen. Im Deutschen Bauernkrieg wurden die Ritter von Völkershausen in ihren Besitzungen im Jahr 1525 von den aufständischen Bauern belagert. Ritter Hans von Völkershausen wurde gezwungen, sich dem Bund derselben anzuschließen. In einer Urkunde vom 13. März 1526 wird berichtet, dass Hans von Völkershausen als Gerichtsherr 23 Bauern, die an dem Bauernaufstand 1525 teilgenommen hatten, bestraft und mit höheren Lasten belegt.
1534 führte Hans von Völkershausen, ungeachtet der fuldaisch-hersfeldischen Hoheit über seine Herrschaft, die Reformation ein. Die Herren von Völkershausen spielten in der Buchonischen Ritterschaft  eine führende Rolle. Die buchonischen (fuldischen) Ritter erhielten 1631 ihre vorläufige und 1656 die endgültige Reichsfreiheit und schlossen sich als „Buchisches Quartier“ dem fränkischen Ritterkanton Rhön-Werra an. Die Kantonseinteilung sollte den politischen Einfluss der Ritter gegenüber den angrenzenden Territorien stärken – in diesem Fall betraf es die oft auf Expansion ausgerichtete Herrschaft des Klosters Fulda, der Grafen von Henneberg und der Landgrafen von Hessen und Thüringen.
Das Henneberger Grafengeschlecht als Teilbesitzer der Herrschaft starb im Jahr 1583 aus. Das Erbe traten die Wettiner albertinischer und ernestinischer Linie sowie die Landgrafschaft Hessen an.
1613 wurde das Unterschloss erbaut und als Sitz der Nebenlinien des adligen Geschlechts genutzt. In diesem Gebäude waren die Amtsmänner des Gutsgerichtes ansässig. Im Dreißigjährigen Krieg (1618–1648) war das Gebiet mehrfach von Durchzügen und Kampfhandlungen betroffen. Nach einer vergeblichen Belagerung der Wasserburg durch Reiter isolanischer Horden wurde das Unterschloss 1634 vollständig ausgeplündert, aber nicht zerstört. Während dieser Zeit war Völkershausen ab 1628 von einer durch das Kloster Fulda veranlassen Gegenreformation betroffen, welche aber schon 1631 niedergeschlagen wurde.

### Verwaltung durch den Landgrafen von Hessen
Nach dem Dreißigjährigen Krieg wurde die Abtei Hersfeld zu einem weltlichen Fürstentum, welches im Westfälischen Frieden 1648 als Reichslehen der Landgrafschaft Hessen-Kassel zugesprochen wurde. Somit wurde Hessen-Kassel auch Rechtsnachfolger des hersfeldischen Lehens zu Völkershausen, was die Hälfte des Gerichts betraf.
Nach dem Aussterben des Geschlechts derer von Völkershausen im Jahre 1706 zog der Landgraf von Hessen-Kassel das Gericht Völkershausen ein. Er nahm die Hälfte des Gerichts als Hersfelder Lehen an sich und erkaufte von den Erben auch die Allodialgüter. Auch der Fürstabt von Fulda hatte bis dahin noch Ansprüche. Die früheren Klosterhöfe des Servitenklosters zu Vacha (Poppenberg, Luttershof, Busengraben und Hedwigsberg) fielen vom Amt Vacha wieder an das Gericht Völkershausen, zu dem sie ehemals gehört hatten. Landgraf Karl erkaufte von dem Fürstabt von Fulda das Gut Mariengart und gab es ebenfalls in die Verwaltung des Gerichts Völkershausen.
1714 ließ der Landgraf die alte Oberburg abbrechen und 1750 ein neues "Schloss" aus schlichtem Fachwerk errichten. In der Unterburg war seitdem das Rentamt untergebracht, welches noch 1815 bis 1847 unter sachsen-weimarischer Herrschaft bestand. Gleichzeitig mit dem 1803 vollzogenen Reichsdeputationshauptschluss und der Säkularisation der geistlichen Herrschaften wurde die Landgrafschaft Hessen-Kassel zum Kurfürstentum Hessen.

### Napoleonische Besetzung
Dem durch Napoléon dominierten Rheinbund trat Kurfürst Wilhelm I. von Hessen-Kassel nicht bei und versuchte neutral zu bleiben. Daraufhin besetzte Napoléon das Land und schlug es nach dem Frieden von Tilsit 1807 nahezu vollständig dem neu gebildeten Königreich Westphalen seines Bruders Jérôme zu. Das Gericht Völkershausen wurde innerhalb des Departements der Werra dem Kanton Vacha im Distrikt Hersfeld zugeordnet. Nach der Auflösung des Königreichs Westphalen im Jahr 1813 wurde das Kurfürstentum Hessen mit seiner Verwaltungsstruktur wiederhergestellt.

### Zugehörigkeit zum Großherzogtum Sachsen-Weimar Eisenach ab 1816
Nach dem Wiener Kongress kam der Gerichtsbezirk Völkershausen mit dem benachbarten Amt Vacha im Jahr 1816 an das Großherzogtum Sachsen-Weimar-Eisenach. Das Schloss wurde Staatseigentum. Völkershausen bildeten nun mit den umliegenden Dörfern und Höfen ein unter Großherzoglich-sachsen-weimarischer Oberhoheit stehendes landgräfliches hessisches Patrimonialamt. 
Im Jahre 1843 gingen Gut und Gerichtsbarkeit an den großherzoglichen Fiskus über. 1849/50 erfolgte im Großherzogtum die Trennung der Justiz von der Verwaltung. Das Patrimonialgericht Völkershausen wurde aufgelöst und im Jahre 1850 dem Justizamt Vacha angegliedert. Völkershausen kam mit anderen Ämtern der Rhön zum Verwaltungsbezirk Dermbach, der auch als IV. Verwaltungsbezirk bezeichnet wurde. Dieser umfasste den südlichen Teil des früheren Herzogtums Sachsen-Eisenach, welcher im 19. Jahrhundert auch als Eisenacher Oberland bezeichnet wurde. 1874 wurde das Rentamt nach Vacha verlegt.

## Zugehörige Orte
Dörfer
- Völkershausen
- Mariengart
- Martinroda
- Willmanns
- Wölferbütt (bis um 1650: Steinfeld)

Höfe
| - Busengraben - Furthmühle - Hedwigshof - Kohlgraben - Luttershof | - Masbach - Sauermühle - Poppenberg - Rodenberg (Vorderhöfe) |

## Besitzer

### Hauptbesitzer von Völkershausen
- Herren von Frankenstein (bis 1295) und deren Burgmannen, die Herren von Lengsfeld (bis 1336)
- Kloster Fulda und Grafen von Henneberg (nach 1336) und verschiedene Ganerben und Burgmannen
- Herren von Völkershausen (nach 1550 Besitzer der meisten Anteile)
- Landgrafschaft Hessen-Kassel (ab 1648/1701)
- Großherzogtum Sachsen-Weimar-Eisenach (ab 1816)

### Anteilige Besitzer von Völkershausen
- Brüder von Buttlar (vor 1368)
- Herren von Völkershausen (ab 1368; zunächst ein Viertel, später Ankauf weiterer Anteile)
- Wolfram von Ostheim (1367; ein Viertel)
- Herren von Buchenau und Herren von Bienbach (1395–1570, ein Viertel)
- Kloster Vacha (1420: kauft Anteil am Luttershof (Hof Leutters) und der Wüstung Friedrichrode von Thilo III. von Völkershausen)
- Herren von Boyneburg zu Lengsgeld (1570 bis 1701)
- Herren von Herda (bis 1587)

Zwischen 1430 und 1500 haben die Herren von Völkershausen fast alle zahlreichen Teile von Völkershausen angekauft. Nur die Herren von Herda behielten einige Gerechtigkeiten bis 1587 und die von Buchenau blieben im Besitz bis 1570. Die Pfandschaften wurden an die Herren von Boyneburg verkauft, diese wiederum verkauften ihre Rechte 1701 an die von Völkershausen.